# Matthew Dixon
Matthew Dixon (Plymouth, 19 de abril de 2000) es un deportista británico que compite en saltos de plataforma.
En los Juegos Europeos de Cracovia 2023 consiguió una medalla de bronce en la prueba de plataforma 10 m sincro. Ganó cuatro medallas en el Campeonato Europeo de Natación entre los años 2017 y 2024.

## Palmarés internacional
| Juegos Europeos    | Juegos Europeos       | Juegos Europeos   | Juegos Europeos        |
| Año                | Lugar                 | Medalla           | Prueba                 |
| ------------------ | --------------------- | ----------------- | ---------------------- |
| 2023               | Rzeszów (Polonia)     | Medalla de bronce | Plataforma 10 m sincro |
| Campeonato Europeo |                       |                   |                        |
| Año                | Lugar                 | Medalla           | Prueba                 |
| 2017               | Kiev (Ucrania)        | Medalla de bronce | Plataforma 10 m sincro |
| 2018               | Glasgow (Reino Unido) | Medalla de plata  | Plataforma 10 m sincro |
| 2019               | Kiev (Ucrania)        | Medalla de bronce | Plataforma 10 m sincro |
| 2024               | Belgrado (Serbia)     | Medalla de bronce | Trampolín 3 m          |